# بعثة ليزا باثفايندر
كانت بعثة LISA Pathfinder ، المعروفة سابقًا باسمالبعثات القصيرة Small Missions للبحث المتقدم في التكنولوجيا 2 (SMART-2) مركبة فضائية تابعة لوكالة الفضاء الأوروبية تم إطلاقها في 3 ديسمبر 2015 على متن الصاروخ Vega VV06. اختبرت البعثة التقنيات اللازمة لهوائي مقياس التداخل الليزري الفضائي (LISA)، وهو مرصد لموجات الجاذبية تابع لوكالة الفضاء الأوروبية من المقرر إطلاقه في عام 2034. بدأت المرحلة العلمية في 8 مارس 2016 واستمرت قرابة ستة عشر شهرًا. في أبريل 2016، أعلنت وكالة الفضاء الأوروبية أن بعثة ليزا باثفايندر أثبتت أن مهمة LISA ممكنة.
كانت التكلفة التقديرية للبعثة 400 مليون يورو.

## البعثة
وضعت في المركبة الفضائية ليزا باثفايندر كتلتان اختبارييتان في حالة السقوط الحر للجاذبية المثالية تقريبًا، وتحكمت في حركتها النسبية وقاستها بدقة غير مسبوقة. يقيس مقياس التداخل الليزري الموضع النسبي واتجاه الكتل بدقة أقل من 0.01 نانومتر،  تقنية يقدر أنها حساسة بدرجة كافية لاكتشاف موجات الجاذبية من خلال مهمة المتابعة، وهي هوائي الفضاء لمقياس التداخل الليزري (ليزا).
كان مقياس التداخل نموذجًا لذراع واحد لمقياس التداخل ليزا النهائي، ولكنه تقلص من ملايين الكيلومترات إلى 40 سم. لم يغير التخفيض دقة قياس الموضع النسبي، ولم يؤثر على الاضطرابات الفنية المختلفة التي تنتجها المركبة الفضائية المحيطة بالتجربة، والتي كان قياسها هو الهدف الرئيسي لـ LISA Pathfinder. ومع ذلك، فإن الحساسية لموجات الجاذبية تتناسب مع طول الذراع، ويتم تقليل هذا عدة مليارات من المرات مقارنة بتجربة ليزا المخطط لها.
كانت ليزا باثفايندر بعثة تقودها وكالة الفضاء الأوروبية. وقد ضمت شركات فضاء أوروبية ومعاهد بحثية من فرنسا وألمانيا وإيطاليا وهولندا وإسبانيا وسويسرا والمملكة المتحدة ووكالة الفضاء الأمريكية ناسا.

## علم ليزا باثفايندر
كانت ليزا باثفايندر مهمة لإثبات صحة المفهوم لإثبات أن الكتلتين يمكنهما التحليق عبر الفضاء، دون أن تمسهما المركبة الفضائية ولكنهما محميتان، والحفاظ على مواقعهما النسبية بالدقة اللازمة لتحقيق مرصد موجة جاذبية كامل مخطط لإطلاقه في عام 2034. كان الهدف الأساسي هو قياس الانحرافات عن الحركة الجيوديسية. تتطلب الكثير من التجارب في فيزياء الجاذبية قياس التسارع النسبي بين السقوط الحر وجزيئات الاختبار المرجعية الجيوديسية.
في بعثة ليزا باثفايندر أتاح التتبع الدقيق للكتلة بين الاختبارات عن طريق قياس التداخل البصري للعلماء تقييم التسارع النسبي لكتلتي الاختبار، الواقعتين حوالي 38  سم في مركبة فضائية واحدة. يتألف علم LISA Pathfinder من قياس وإنشاء نموذج فيزيائي مثبت تجريبيًا لجميع التأثيرات الزائفة - بما في ذلك القوى الشاردة وحدود القياس البصري - التي تحد من القدرة على إنشاء وقياس الكوكبة المثالية من جزيئات الاختبار السقوط الحر التي ستكون مثالية لمهمة متابعة LISA.
على وجه الخصوص، تم التحقق من:
- تحكم في موقف عال في الفضاء لمركبة فضائية ذات كتلتين اثنتين،
- جدوى قياس التداخل بالليزر في نطاق التردد المطلوب (وهو أمر غير ممكن على سطح الأرض)، و
- الموثوقية وطول العمر للمكونات المختلفة - أجهزة الاستشعار السعوية، والدافعات شديدة الدقة، والليزر والبصريات.

بالنسبة لمهمة متابعة LISA ،  ستكون كتل الاختبار زوجا كل منها 2 كغم من مكعبات الذهب / البلاتين، ستكون موجودة في كل من المركبات الفضائية الثلاثة المنفصلة التي تفصل بينها مسافة 2.5 مليون كيلومتر- التي ستشكل التجربة الكبيرة القادمة في عام 2032.

## تصميم المركبة الفضائية

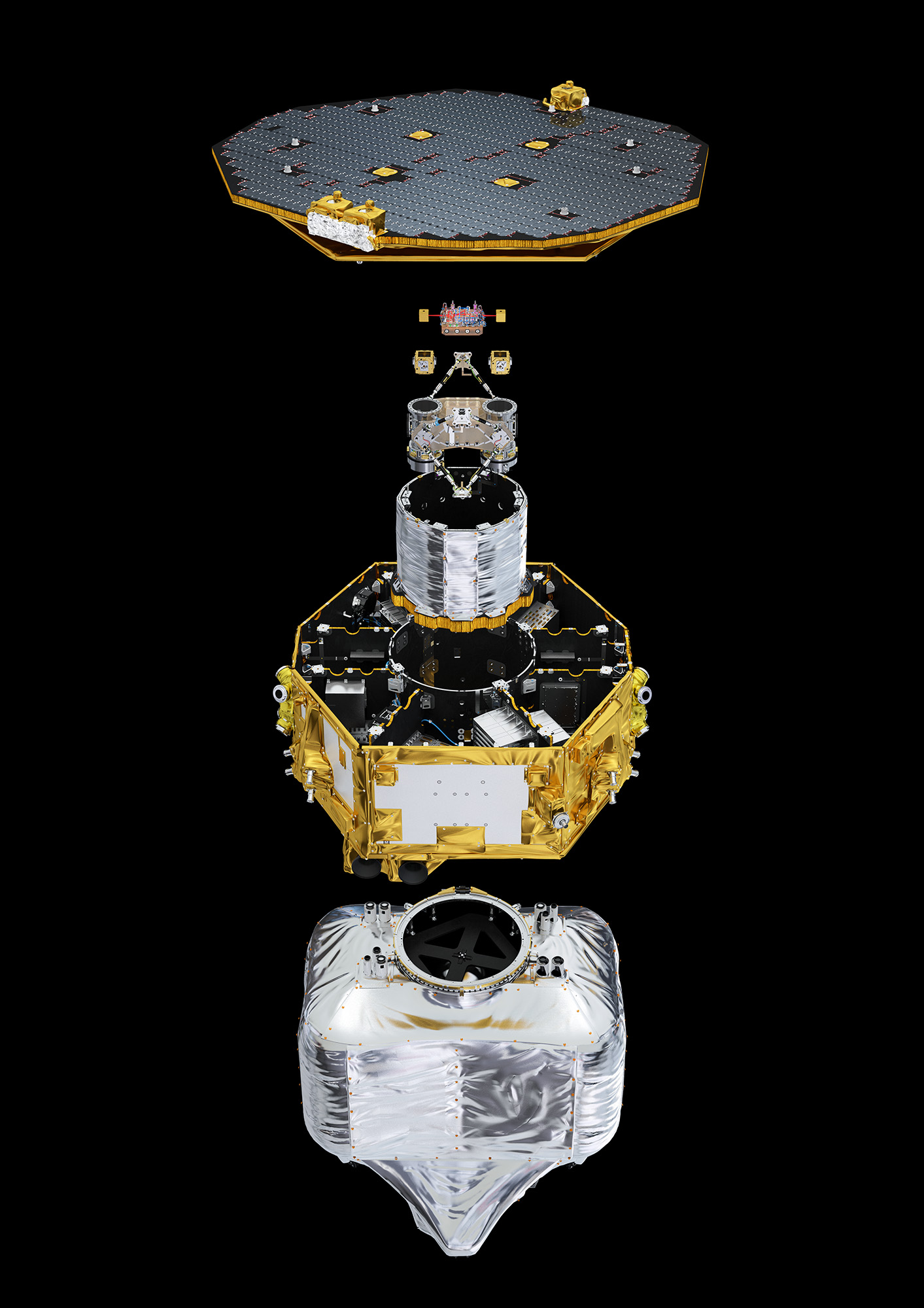
عرض منفجر لليزا باثفايندر

تم تجميع المركبة الفضائية ليزا باثفايندر من قبل شركة إيرباص للدفاع والفضاء في ستيفنيج (المملكة المتحدة)، بموجب عقد مع وكالة الفضاء الأوروبية. حملت «حزمة تقنية ليزا» الأوروبية التي تشتمل على مستشعرات بالقصور الذاتي ومقياس التداخل والأجهزة المرتبطة بها بالإضافة إلى نظامي تحكم خال من الميل: نظام أوروبي يستخدم دافعات دقيقة للغاز البارد (مماثلة لتلك المستخدمة في Gaia)، ونظام أمريكي الصنع «نظام الحد من الاضطراب» باستخدام أجهزة الاستشعار الأوروبية ونظام الدفع الكهربائي الذي يستخدم قطرات مؤينة من مادة غروانية متسارعة في مجال كهربائي. تم بناء نظام الدفع الغرواني (أو «الدافع الكهربائي») بواسطة شركة بوسيك وتم تسليمه إلى JPL للتكامل مع المركبة الفضائية.

### الأجهزة
تم دمج حزمة تقنية في LISA من قبل شركة إير باص الألمانية للدفاع والفضاء، ولكن تم توفير الأجهزة والمكونات من قبل المؤسسات المساهمة في جميع أنحاء أوروبا. كانت المتطلبات الفنية لإزاحة الضوضاء في مقياس التداخل صارمة للغاية، مما يعني أنه يجب تقليل الاستجابة الفيزيائية لمقياس التداخل للظروف البيئية المتغيرة، مثل درجة الحرارة.

### التأثيرات البيئية
في مهمة المتابعة، eLISA ، ستؤثر العوامل البيئية على القياسات التي يتخذها مقياس التداخل. تشمل هذه التأثيرات البيئية المجالات الكهرومغناطيسية الضالة وتدرجات درجة الحرارة، والتي يمكن أن تكون ناجمة عن تسخين الشمس للمركبة الفضائية بشكل غير متساو، أو حتى عن طريق الأجهزة الدافئة داخل المركبة الفضائية نفسها. لذلك، تم تصميم ليزا باثفايندر لمعرفة كيف تغير هذه التأثيرات البيئية سلوك أجهزة الاستشعار بالقصور الذاتي والأدوات الأخرى. طارت المركبة الفضائية ليزا باثفايندر مع مجموعة أدوات شاملة يمكنها قياس درجة الحرارة والمجالات المغناطيسية عند كتل الاختبار وعلى المقعد البصري. تم تجهيز المركبة الفضائية لتحفيز النظام بشكل مصطنع: فقد حملت عناصر تسخين يمكن أن تسخن بنية المركبة الفضائية بشكل غير متساو، مما تسبب في تشويه المقعد البصري وتمكين العلماء من رؤية كيف تتغير القياسات مع درجات حرارة متفاوتة.

## عمليات المركبات الفضائية
تم التحكم في مهمة ليزا باثفايندر في ESOC في دارمشتات بألمانيا مع عمليات علمية وتكنولوجية يتم التحكم فيها من ESAC في مدريد ، إسبانيا.

### المدار
تم إطلاق المركبة الفضائية لأول مرة بواسطة رحلة Vega VV06 إلى مدار إهليلجي للثبات في المدار الأرضي المنخفض. من هناك كان يحدث نفاثا قصيرًا في كل مرة يمر فيها نقطة الحضيض، مما يرفع الأوج ببطء أقرب إلى مدار الهالة المقصود حول الأرض - الشمس عند نقطة لاغرانج L1. 

### التسلسل الزمني والنتائج
وصلت المركبة الفضائية إلى موقعها التشغيلي في المدار حول نقطة لاغرانج L1 في 22 يناير 2016، حيث خضعت للتكليف بالحمولة الصافية. وبدأ الاختبار في 1 مارس 2016. وفي أبريل 2016، أعلنت وكالة الفضاء الأوروبية أن LISA Pathfinder أثبتت أن مهمة LISA ممكنة.
في 7 يونيو 2016، قدمت وكالة الفضاء الأوروبية النتائج الأولى لعملية علمية استمرت شهرين تظهر أن التكنولوجيا المطورة لمرصد موجات الجاذبية الفضائية كانت تتجاوز التوقعات. يتساقط المكعبان الموجودان في قلب المركبة الفضائية بحرية عبر الفضاء تحت تأثير الجاذبية وحدها، دون أن تتأثر بالقوى الخارجية الأخرى، إلى عامل 5 أفضل من متطلبات بعثة ليزا باثفايندر.   في فبراير 2017، ذكرت بي بي سي نيوز أن مسبار الجاذبية قد تجاوز أهداف الأداء الخاصة به.
تم تعطيل المركبة الفضائية بليزا باثفايندر في 30 يونيو 2017.

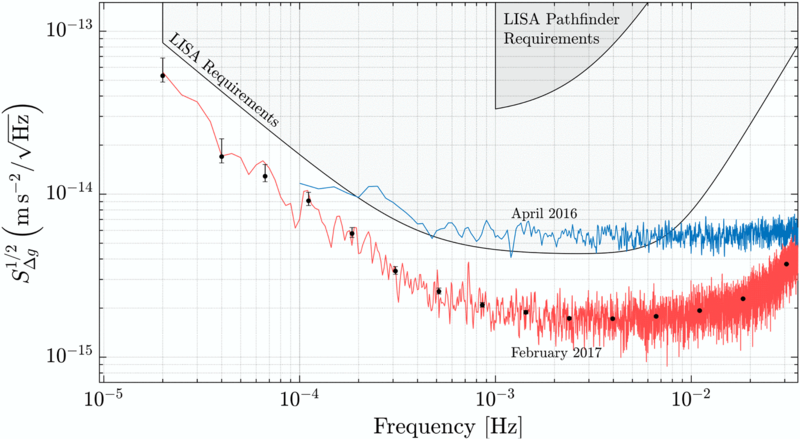
النتائج النهائية (الخط الأحمر) تجاوزت بكثير المتطلبات الأولية.

في 5 فبراير 2018، نشرت وكالة الفضاء الأوروبية النتائج النهائية. يمكن تحسين دقة القياسات بشكل أكبر، بما يتجاوز الأهداف الحالية لمهمة LISA المستقبلية، بسبب تنفيس جزيئات الهواء المتبقية وفهم أفضل للاضطرابات.

## أنظر أيضا
- تلسكوب أينشتاين، كاشف موجات الجاذبية الأوروبية
- GEO600 ، كاشف موجات الجاذبية يقع في هانوفر، ألمانيا
- LIGO ، مرصد موجات الجاذبية في الولايات المتحدة الأمريكية
- Taiji 1، عارض التكنولوجيا الصينية لرصد موجة الجاذبية الذي تم إطلاقه في عام 2019
- مقياس تداخل برج العذراء، مقياس تداخل يقع بالقرب من بيزا، إيطاليا

## اقرأ أيضا
- هوائي مقياس التداخل الليزري الفضائي
- قياس التداخل
- جيو 600

## روابط خارجية
- الصفحة الرئيسية لـ LISA و LISA Pathfinder
- منزل مهمة ليزا باثفايندر في وكالة الفضاء الأوروبية
- ليزا باثفايندر في البوابة الإلكترونية
- معهد ماكس بلانك لفيزياء الجاذبية (معهد ألبرت أينشتاين، هانوفر)